# Клан Хаттан

Герб вождів клану Хаттан та вождів конфедерації кланів Хаттан.

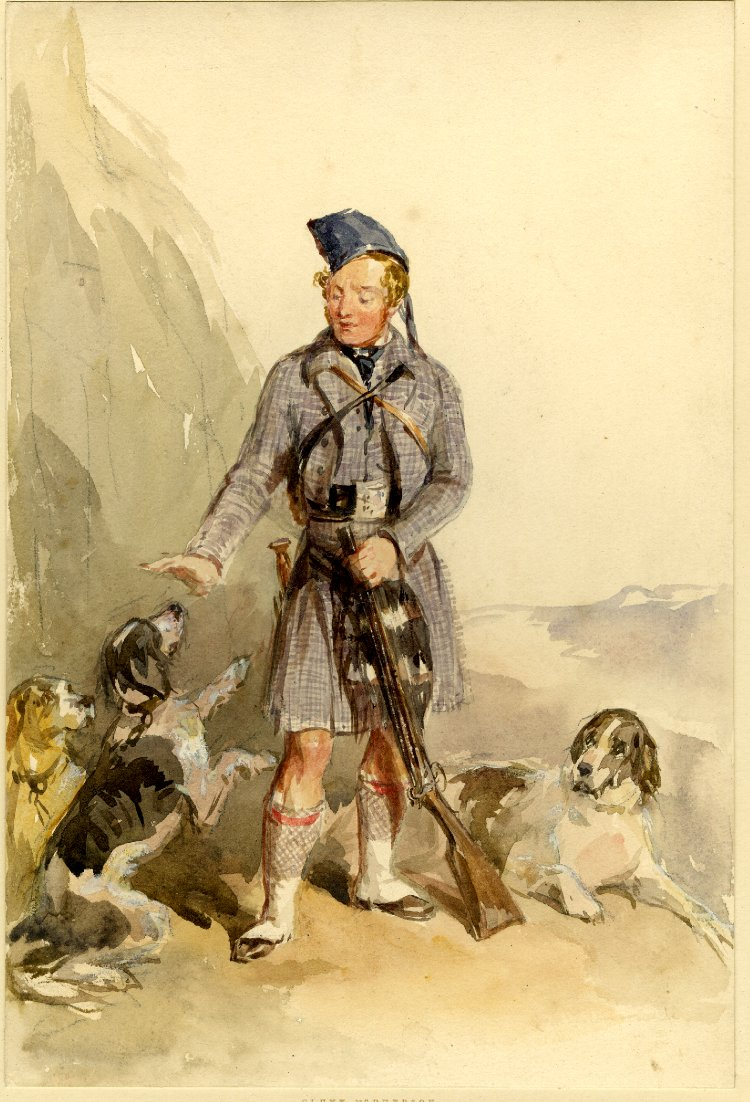
Портрет Клуні МакФерсона — вождя клану Хаттан. 1873 рік.

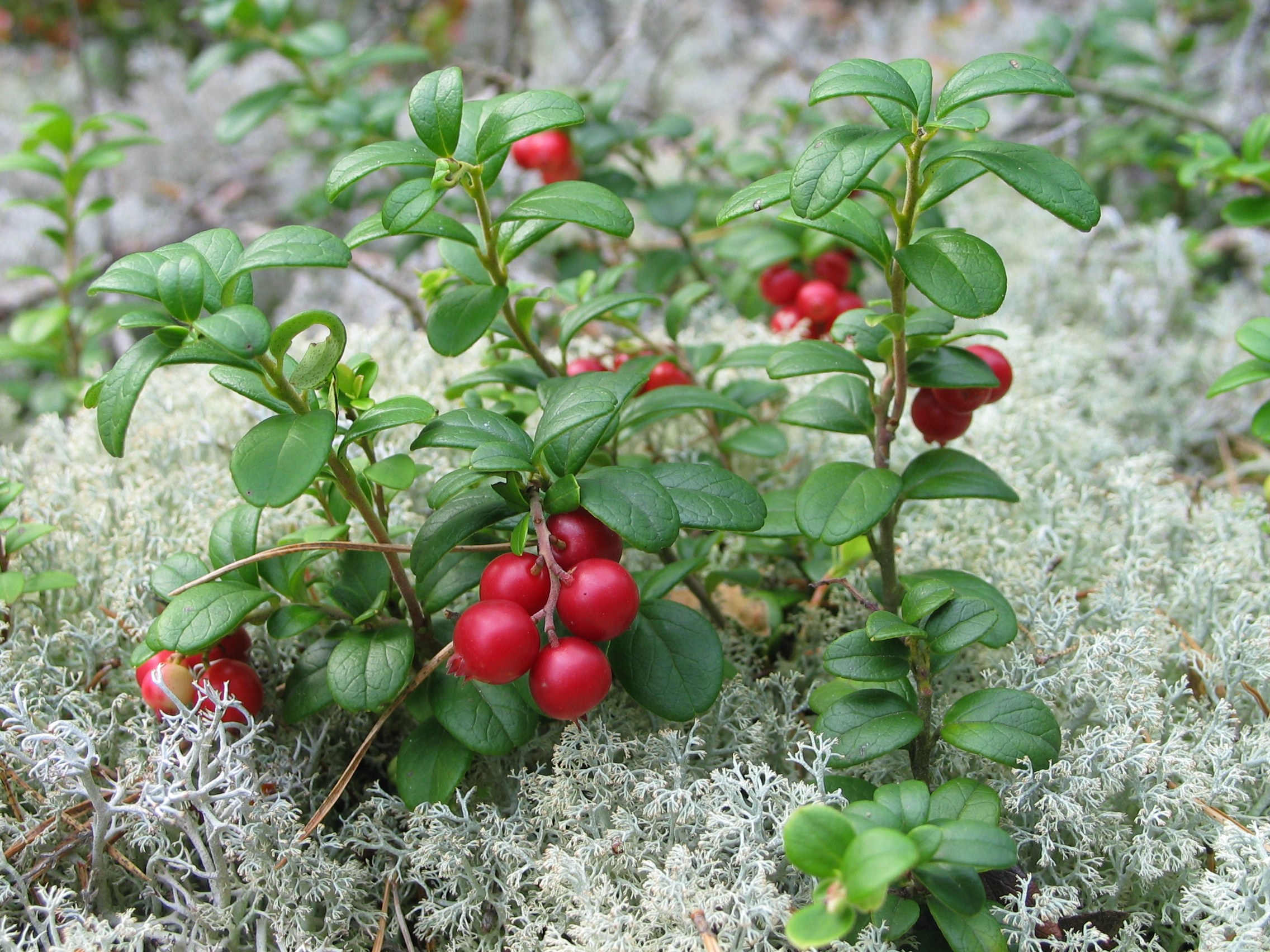
Брусниця — символ клану Хаттан та конфедерації кланів Хаттан.

Клан Хаттан — (шотл. — Clan Chattan) — один з кланів гірської Шотландії (Гайленд), назва конфедерації шотландських кланів, що мали спільного вождя і виступали як єдина військова сила в боротьбі між кланами в Шотландії. Кожен клан, що входив до цієї конфедерації мав свого вождя і власні династії вождів, походження та історії.
Гасло клану: «Не чіпай кота без рукавичок!»
Символ клану — брусниця.

## Походження конфедерації кланів Хаттан
Існує теорія, згідно якої існував власне клан Хаттан, який згуртував навколо себе інші шотландські клани утворивши конфедерацію кланів Хаттан. Згідно однієї версії та історичних переказів клан Хаттан походить із землі яка називалася Катті. Там проживало кельтське плем'я — одне з племен галів, що були вигнані римлянами зі своїх земель і переселились на територію нинішньої Шотландії. Інша теорія стверджує, що назва клану походить від землі Катав (шотл. гельск. — Catav), що в Сазерленді на півночі Шотландії. Найбільш поширеною теорієї походження клану є теорія про те, що предком засновників клану був Гілліхаттан Мор (гельск. — Gillichattan Mor) — слуга святого Кахана (гельск. — Cathan), що був церковним діячем в абатстві на землях Ардхаттан.
У часи шотландського короля Малкольма II клан Хаттан володів землями Гленлой (шотл. — Glenloy) та землями біля озера Аркайг (шотл. — Loch Arkaig). Саме тут був збудований замок Тор, що став резиденцією вождя клану Хаттан. Про історію клану Хаттан до XIII століття збереглися лише дуже непевні історичні перекази. Єва — дочка VI вождя клану Хаттан Гілпатріка (гельск. — Gilpatric) чи як його ще називали Дугала Далла (гельск. — Dougal Dall) одружилася з Енгусом Макінтошем (гельск. — Angus Mackintosh) VI вождем клану Макінтош у 1291 році. Таким чином Енгус Маінтош став VII вождем клану Хаттан. Вони жили в замку Тор до того часу, як почалася війна з Енгусом Огом Осторовитянином (шотл. — Aonghas Óg Islay). У результаті війни землі Аркайг (шотл. — Arkaig) були захоплені кланом Камерон. Сам клан Камерон стверджував, що ці землі були залешині в результаті війни і він зайняв пустку. Це було початком довгої ворожнечі і війни між кланом Камерон і конфедерацією кланів Хаттан, що тривала аж до 1666 року.

## Клани, що входять до конфедерації Хаттан
До XIV століття клан Хаттан був звичайним шотландським кланом. Але на початку XIV століття утворилась конфедерація кланів Хаттан і вождь клану Хаттан був одночасно вождем конфедерації. До складу конфедерації ввійшли клани крім власне клану Хаттан або Каттанах (гельськ. — Clan Cattanach) ввійшли клани МакФерсон, МакБін, МакФайл. Оскільки вождем конфедерації став внаслідок дина стійного шлюбу вождь клану Макінтош, то до конфедерації кланів ввійшли і септи клану Макінтош, що ставали самостійними кланами, і клани. що були споріднені з кланом Макінтош і що залежали певним чином від клану Макінтош. Це клани: Шоу, Фаркухарсон, Річес, МакКомбіс, МакТомас. Потім до конфедерації кланів Хаттан ввійшли клани, що були кровно споріднені з кланом Макінтош. Це клани: МакГілліврей, Девідсон, МакЛін Дохгаррох, МакКвін, МакІнтайр Баденок, МакЕндрю.
Скін, однак, дає іншу версію, згідно якої конфедерація кланів Хаттан була сформована до альянсу Макінтош. Клан Вуйріх (шотл. — Vuirich) (з клану МакФерсон) і клан Дей (шотл. — Day) (з клану Девідсон) були співзасновниками старої конфедерації Хаттан. Потім до конфедерації долучилися «дивні септи», що шукали захисту у цих кланів. Це були септи Вік Гілліврей з клану МакГілліврей, септа Єн з клану МакБін, клан Вік Говіс, клан Таррел, клан Гендай, клан Сліхд Говхрум або Сміт.
На даний час в конфедерацію кланів Хаттан входять клани:
- Клан Девідсон (шотл. — Clan Davidson)
- Клан Фаркухарсон (шотл. — Clan Farquharson)
- Клан МакБін (шотл. — Clan MacBean)
- Клан МакГілліврей (шотл. — Clan MacGillivray)
- Клан МакІнтайр Баденох (шотл. — Clan MacIntyre Badenoch)
- Клан Макінтош (шотл. — Clan Mackintosh)
- Клан МакЛін Дохгаррох (шотл. — Clan MacLean Dochgarroch)
- Клан МакФайл (шотл. — Clan MacPhail)
- Клан МакФерсон (шотл. — Clan MacPherson)
- Клан МакКвін (шотл. — Clan MacQueen)
- Клан МакТомас (шотл. — Clan MacThomas)
- Клан Шоу Тордаррох (шотл. — Clan Shaw Tordarroch)

## Вожді клану Хаттан
До об'єднання з кланом Макінтош клан Хаттан мав наступних вождів:
- Гіллкартен Мор (Великий) (гельск. — Gillcarten Mor) — І вождь клану Хаттан.
- Діармід (гельск. — Diarmid).
- Гіллікаттан (гельск. — Gillicattan).
- Муйрах МакФерсон (гельск. — Muirach Macpherson) — споріднений з III гілкою клану МакФерсон.
- Гіллікаттан (гельск. — Gillicattan).
- Дугал чи Гілпатрік (гельск. — Dougal, Gilpatric) — його дочка одружилася з Енгусом Макінтошем — вождем клану Макінтош.

Потім клан Хаттан був частиною конфедерації кланів і розчинився в ній — вожді клану Макінтош були одночасно вождями клану Хаттан. У 1942 році Суд шотландських кланів відокремив вождів клану Макінтош і вождів клану Хаттан. Вождями клану Хаттан стали вожді клану Макінтош з лінії Торкастл (Тор).

## Рада конфедерації кланів Хаттан
- Джон Макінтош (Президент)
- Капітан А. А. К. Фаркухарсон Інверлаулд (віцепрезидент)
- Почесний голова сер В. МакФерсон Клуні (віцепрезидент)
- Джон Шоу Тордаррох (віцепрезидент)
- Джеймс МакБін (віцепрезидент)
- Алістер Девідсон (віцепрезидент)
- Ендрю МакТомас Фінеганд (віцепрезидент)
- Аллан МакЛін Дохгаррох (віцепрезидент)